# Plage des Roches Noires
Pour les articles homonymes, voir Roches Noires.
La plage des Roches Noires est une plage de sable blanc de La Réunion située à proximité immédiate du centre-ville de la station balnéaire de Saint-Gilles les Bains, sur la côte ouest de l'île.
Longue de moins de deux kilomètres, elle doit son nom à l'amas de rochers sombres qui émerge de l'eau dans sa moitié nord.
La plage a presque entièrement disparu à la suite du passage du cyclone tropical Gamède à la fin du mois de février 2007.
C'est un spot bien connu des adeptes du surf en particulier les plus jeunes qui s'y retrouvent volontiers après l'école, le week-end ou encore pendant les vacances.
Cet endroit à la particularité de disposer d'un fond marin relativement sablonneux, toutefois il faut rester vigilant car il y a de nombreux rochers sur les côtés et surtout une multitude d'oursins. 
D'autre part, la grande plage de sable fin fait la joie des inconditionnels du farniente et du bain de soleil.
Elle est chaque année le théâtre de l'incendie volontaire du Roi Dodo, géant du Grand Boucan, un carnaval qui traverse la station balnéaire.